# Citromlazac
A citromlazac (Hyphessobrycon pulchripinnis) a sugarasúszójú halak (Actinopterygii) osztályának pontylazacalakúak (Characiformes) rendjébe, ezen belül a pontylazacfélék (Characidae) családjába tartozó faj.

## Előfordulása
Brazília középső vízgyűjtő területén honos. Kedveli az Amazonas-medence lágy folyóit.

## Megjelenése
A hím testhossza legfeljebb 3,8 centiméter, míg a nőstényé 3,6 centiméter. A legnagyobb példány 1,36 grammos lehet. Nevét szürkéssárga árnyalatának, illetve citromsárga úszóinak köszönheti. A test színe zöldessárga, a hasoldal ezüstös. Feketés színű hátúszója elülső szegélyén sárga csík húzódik végig. A hím  karcsúbb, testszíne csillogóbb, a hátúszójának széle feketébb, mint a nőstényé. A hátúszó és a farokúszó közötti területen megtalálható a ponytlazacokra jellemző apró zsírúszó, melynek színe sárga fekete szegéllyel. A gerincoszlop látható.

## Életmódja
Planktonokkal, valamint szúnyoglárvákkal táplálkozik. Rajhal, ne tartsunk belőle 6 egyednél kevesebbet. Sötét hátterű, növényekben gazdag akváriumban igazán jól mutat az együtt úszó citromlazacok csapata. Békés természete miatt népszerű. Alkalmas dél-amerikai halak mellé (elevenszülők, harcsák, egyéb lazac és ponytlazac-félék).

## Szaporodása
Az ikrázás a reggeli órákban történik. A hím kergeti a nőstényt és közben próbálja a növények közé terelni. Itt a nőstény kb. 200 ikrát rak, melyek 18–24 óra elteltével kikelnek, majd 4 nap múlva elúsznak. Mivel az ivadékok nagyon aprók, szaprításuk nehéz. Az első napokban, hetekben sok utód elpusztulhat, mivel szinte kizárólag mikroeleséget igényelnek.